# Paricterotaenia dodecacantha
Paricterotaenia dodecacantha is een lintworm (Platyhelminthes; Cestoda). De worm is tweeslachtig. De soort leeft als parasiet in andere dieren.
Het geslacht Paricterotaenia, waarin de lintworm wordt geplaatst, wordt tot de familie Dilepididae gerekend. De wetenschappelijke naam van de soort werd voor het eerst geldig gepubliceerd in 1869 door Krabbe.